# Primera División de Montenegro 2010-11
La Primera División de Montenegro 2010/11 fue la quinta edición del campeonato. El torneo se comenzó a disputar el día 14 de agosto de 2010 y finalizó el 28 de mayo de 2011. El FK Rudar Pljevlja, que defendía el título tras proclamarse campeón por primera vez en su historia en la anterior campaña, no logró conquistarlo por segunda vez y este fue a parar a las vitrinas del Fudbalski Klub Mogren que se convirtió así en el primer club en ganar el título en más de una ocasión.

## Datos de los clubes
| Equipo                             | Ciudad    | Entrenador            | Estadio                     | Capacidad |
| ---------------------------------- | --------- | --------------------- | --------------------------- | --------- |
| Fudbalski Klub Budućnost Podgorica | Podgorica | Mihajlo Ivanović      | Estadio Pod Goricom         | 17.000    |
| Fudbalski Klub Dečić Tuzi          | Tuzi      | Ivan Čančarević       | Estadio Tuško Polje         | 1.000     |
| Fudbalski Klub Grbalj              | Kotor     | Nenad Maslovar        | Estadio Radanovićima        | 1.500     |
| Fudbalski Klub Lovćen              | Cetiña    | Brano Milačić         | Estadio Obilića Poljana     | 2.000     |
| Fudbalski Klub Mladost Podgorica   | Podgorica | Dimitrije Mitrović    | Estadio Cvijetni Brijeg     | 1.500     |
| Fudbalski Klub Mogren              | Budva     | Dejan Vukićević       | Lugovi Stadion              | 4.000     |
| Fudbalski Klub Mornar              | Bar       |                       | Estadio Topolica            | 6.000     |
| Omladinski Fudbalski Klub Bar      | Bar       |                       | Estadio Topolica            | 6.000     |
| Omladinski Fudbalski Klub Petrovac | Petrovac  | Aleksandar Miljenović | Estadio Pod Malim Brdom     | 530       |
| Fudbalski Klub Rudar Pljevlja      | Pljevlja  | Nebojsa Vignjevic     | Estadio Gradski de Pljevlja | 10.000    |
| Fudbalski Klub Sutjeska Nikšić     | Nikšić    | Nikola Rakojević      | Estadio Gradski de Nikšić   | 10.800    |
| Fudbalski Klub Zeta                | Podgorica | Velibor Matanović     | Estadio Trešnjica           | 7.000     |

## Sistema de competición
La Primera División de Montenegro 2010/11 estuvo organizada por la Federación de Fútbol de Montenegro.
Como en temporadas precedentes, constó de un grupo único integrado por doce clubes de toda la geografía montenegrina. Siguiendo un sistema de liga, los doce equipos se enfrentaron todos contra todos en dos ocasiones -una en campo propio y otra en campo contrario- sumando un total de 22 jornadas. El orden de los encuentros se decidió por sorteo antes de empezar la competición. Los emparejamientos de la tercera ronda se fijaron de acuerdo a la clasificación tras las dos primeras rondas, dando a cada equipo un tercer partido contra cada oponente para un total de 33 partidos por equipo.
La clasificación final se estableció con arreglo a los puntos obtenidos en cada enfrentamiento, a razón de tres por partido ganado, uno por empatado y ninguno en caso de derrota. Si al finalizar el campeonato dos equipos igualaron a puntos, los mecanismos para desempatar la clasificación son los siguientes:
1. El que tenga una mayor diferencia entre goles a favor y en contra en los enfrentamientos entre ambos. (Golaverage).
2. Si persiste el empate, se tiene en cuenta la diferencia de goles a favor y en contra en todos los encuentros del campeonato.
3. Si aún persiste el empate, se tiene en cuenta el mayor número de goles a favor en todos los encuentros del campeonato.

Si el empate a puntos es entre tres o más clubes, los sucesivos mecanismos de desempate son los siguientes: 
1. La mejor puntuación de la que a cada uno corresponda a tenor de los resultados de los partidos jugados entre sí por los clubes implicados.
2. La mayor diferencia de goles a favor y en contra, considerando únicamente los partidos jugados entre sí por los clubes implicados.
3. La mayor diferencia de goles a favor y en contra teniendo en cuenta todos los encuentros del campeonato.
4. El mayor número de goles a favor teniendo en cuenta todos los encuentros del campeonato.
5. El club mejor clasificado con arreglo a los baremos de fair play.

### Efectos de la clasificación
El equipo que más puntos sumó al final del campeonato fue proclamado campeón de liga y obtuvo el derecho automático a participar en la segunda ronda previa de la Liga de Campeones de la UEFA, el subcampeón y el tercer clasificado disputaron la primera ronda previa de la UEFA Europa League. 
El campeón de la Copa de Montenegro obtuvo el pase para disputar la segunda ronda previa de la UEFA Europa League. 
Los clasificados en posición 10º y 11º disputaron los playoffs de descenso. El 10º clasificado lo hizo con el 3º de Segunda, y el 11º se enfrentó al 2º de Segunda. El clasificado en el puesto 12º descendió directamente a la segunda categoría montenegrina.

## Clasificación
|  |     | Equipos de fútbol            | PJ | G  | E  | P  | GF | GC | Dif | Pts |
|  | --- | ---------------------------- | -- | -- | -- | -- | -- | -- | --- | --- |
|  | 1.  | Fudbalski Klub Mogren (C)    | 33 | 22 | 7  | 4  | 60 | 24 | +36 | 73  |
|  | 2.  | Fudbalski Klub Budućnost (Q) | 33 | 22 | 7  | 4  | 58 | 29 | +29 | 73  |
|  | 3.  | FK Rudar Pljevlja (Q)        | 33 | 16 | 7  | 10 | 44 | 29 | +15 | 55  |
|  | 4.  | Fudbalski Klub Zeta (Q)      | 33 | 12 | 13 | 8  | 36 | 29 | +7  | 49  |
|  | 5.  | FK Mladost Podgorica         | 33 | 10 | 11 | 12 | 36 | 35 | +1  | 41  |
|  | 6.  | Fudbalski Klub Dečić Tuzi    | 33 | 10 | 9  | 14 | 24 | 33 | -9  | 39  |
|  | 7.  | Fudbalski Klub Grbalj        | 33 | 10 | 8  | 15 | 30 | 35 | -5  | 38  |
|  | 8.  | FK Lovćen                    | 33 | 9  | 10 | 14 | 29 | 36 | -7  | 37  |
|  | 9.  | OFK Petrovac                 | 33 | 8  | 11 | 14 | 26 | 38 | -12 | 35  |
|  | 10. | FK Mornar (D)                | 33 | 7  | 9  | 17 | 25 | 45 | -20 | 34  |
|  | 11. | FK Sutjeska Nikšić           | 33 | 7  | 9  | 17 | 32 | 54 | -22 | 34  |
|  | 12. | OFK Bar (D)                  | 33 | 7  | 11 | 15 | 30 | 43 | -13 | 32  |

Pts = Puntos; PJ = Partidos Jugados; G = Partidos Ganados; E = Partidos Empatados; P = Partidos Perdidos; GF = Goles Anotados; GC = Goles Recibidos; Dif = Diferencia de goles
| \| \| Clasificado para la segunda ronda previa de la Liga de Campeones de la UEFA 2011-12 \| \| \| Clasificado para la primera ronda previa de la UEFA Europa League 2011-12 \| \| \| Clasificado para la segunda ronda previa de la UEFA Europa League 2011-12 \| \| \| Clasificado para los play-offs por la permanencia 2011 \| \| \| Desciende a Segunda División \| |                                                                                     |
| | Clasificado para la segunda ronda previa de la Liga de Campeones de la UEFA 2011-12 |
| | Clasificado para la primera ronda previa de la UEFA Europa League 2011-12           |
| | Clasificado para la segunda ronda previa de la UEFA Europa League 2011-12           |
| | Clasificado para los play-offs por la permanencia 2011                              |
| | Desciende a Segunda División                                                        |

| (C) Campeón     |
| (Q) Clasificado |
| (D) Desciende   |

## Cuadro de resultados

### Primera y segunda ronda
|                    | BAR | BUD | DEČ | GRB | LOV | MLA | MOG | MOR | PET | RUD | SUT | ZET |
| OFK Bar            | -   | 0-0 | 0-0 | 1-0 | 2-5 | 1-2 | 2-4 | 1-0 | 1-1 | 0-2 | 2-0 | 0-0 |
| FK Budućnost       | 1-0 | -   | 2-2 | 2-1 | 2-0 | 3-3 | 1-2 | 3-1 | 4-3 | 0-1 | 2-1 | 0-0 |
| FK Dečić           | 1-1 | 0-2 | -   | 2-0 | 1-0 | 1-0 | 0-1 | 2-0 | 2-0 | 1-0 | 1-0 | 0-0 |
| FK Grbalj          | 3-0 | 1-3 | 2-2 | -   | 0-0 | 0-1 | 0-1 | 1-0 | 1-2 | 0-1 | 0-0 | 1-1 |
| FK Lovćen          | 0-1 | 1-3 | 1-0 | 1-0 | -   | 0-0 | 0-1 | 2-2 | 0-0 | 1-0 | 1-1 | 0-2 |
| FK Mladost         | 1-0 | 0-2 | 0-0 | 1-2 | 1-1 | -   | 2-2 | 1-0 | 1-1 | 2-0 | 5-1 | 2-0 |
| FK Mogren          | 3-1 | 2-0 | 5-0 | 0-0 | 0-0 | 1-0 | -   | 2-0 | 3-1 | 1-0 | 4-1 | 0-0 |
| FK Mornar          | 1-0 | 1-2 | 1-0 | 0-0 | 2-1 | 0-0 | 0-5 | -   | 2-1 | 0-1 | 2-1 | 0-0 |
| OFK Petrovac       | 0-3 | 0-2 | 2-0 | 0-1 | 1-0 | 0-0 | 0-0 | 1-1 | -   | 0-2 | 1-0 | 2-0 |
| FK Rudar Pljevlja  | 0-0 | 0-2 | 1-0 | 0-1 | 1-1 | 2-1 | 4-0 | 2-1 | 3-0 | -   | 0-0 | 2-1 |
| FK Sutjeska Nikšić | 3-1 | 1-2 | 2-1 | 1-2 | 1-2 | 2-1 | 1-4 | 2-0 | 1-1 | 0-0 | -   | 1-1 |
| FK Zeta            | 2-0 | 0-2 | 0-0 | 1-0 | 2-0 | 2-1 | 1-2 | 4-0 | 1-0 | 1-0 | 3-1 | -   |

### Tercera ronda
Los partidos se disputarán según este orden de clasificación:
| Jornada | Clasificación                                           |
| ------- | ------------------------------------------------------- |
| 23      | 1º - 12º, 2º - 11º, 3º - 10º, 4º - 9º, 5º - 8º, 6º - 7º |
| 24      | 1º - 2º, 8º - 6º, 9º - 5º, 10º - 4º, 11º - 3º, 12º - 7º |
| 25      | 2º - 12º, 3º - 1º, 4º - 11º, 5º - 10º, 6º - 9º, 7º - 8º |
| 26      | 1º - 4º, 2º - 3º, 9º - 7º, 10º - 6º, 11º - 5º, 12º - 8º |
| 27      | 3º - 12º, 4º - 2º, 5º - 1º, 6º - 11º, 7º - 10º, 8º - 9º |
| 28      | 1º - 6º, 2º - 5º, 3º - 4º, 10º - 8º, 11º - 7º, 12º - 9º |
| 29      | 4º - 12º, 5º - 3º, 6º - 2º, 7º - 1º, 8º - 11º, 9º - 10º |
| 30      | 1º - 8º, 2º - 7º, 3º - 6º, 4º - 5º, 11º - 9º, 12º - 10º |
| 31      | 5º - 12º, 6º - 4º, 7º - 3º, 8º - 2º, 9º - 1º, 10º - 11º |
| 32      | 1º - 10º, 2º - 9º, 3º - 8º, 4º - 7º, 5º - 6º, 12º - 11º |
| 33      | 6º - 12º, 7º - 5º, 8º - 4º, 9º - 3º, 10º - 2º, 11º - 1º |

|                    | Bar | BUD | DEČ | GRB | LOV | MLA | MOG | MOR | PET | RUD | SUT | ZET |
| OFK Bar            |     | 1-2 | 3-0 | 0-0 |     |     |     |     |     |     | 0-1 | 3-3 |
| FK Budućnost       |     |     |     |     | 1-0 | 2-0 |     | 3-2 | 1-1 | 2-1 | 3-0 |     |
| FK Dečić           |     | 0-0 |     |     | 2-0 |     |     | 0-1 | 0-2 |     | 1-1 | 3-0 |
| FK Grbalj          |     | 1-0 | 0-2 |     | 1-0 |     |     |     |     |     | 5-0 | 1-1 |
| FK Lovćen          | 1-0 |     |     |     |     | 2-2 | 0-1 |     | 3-2 | 2-2 |     |     |
| FK Mladost         | 3-1 |     | 1-0 | 3-1 |     |     | 1-1 | 0-1 |     | 1-3 |     |     |
| FK Mogren          | 1-2 | 1-2 | 4-1 | 2-0 |     |     | 2-0 |     |     |     |     | 2-0 |
| FK Mornar          | 1-1 |     |     | 2-0 | 0-1 |     |     |     | 1-0 |     | 3-1 |     |
| OFK Petrovac       | 0-0 |     |     | 1-2 |     | 0-0 | 1-1 |     |     | 0-1 |     |     |
| FK Rudar Pljevlja  | 2-2 |     | 2-0 | 4-3 |     |     | 0-1 | 1-1 |     |     |     | 2-2 |
| FK Sutjeska Nikšić |     |     |     |     | 0-2 | 2-0 | 3-1 |     | 2-0 | 2-1 |     |     |
| FK Zeta            |     | 2-2 |     |     | 2-1 | 1-0 |     | 3-0 | 0-1 |     | 0-0 |     |

## Competiciones europeas

### UEFA Champions League
En esta competición participó el Fudbalski Klub Rudar Pljevlja que obtuvo los siguientes resultados:
Primera ronda previa
- SP Tre Fiori 1-7 Fudbalski Klub Rudar Pljevlja (0-3[2] y 1-4[3])

Segunda ronda previa
- PFC Litex Lovech 5-0 Fudbalski Klub Rudar Pljevlja (1-0[4] y 4-0[5])

### UEFA Europa League
En esta competición participaron 3 clubes que obtuvieron los siguientes resultados:
Primera ronda previa
- UE Santa Coloma 0-5 Fudbalski Klub Mogren (0-3[6] y 0-2[7])
- Fudbalski Klub Zeta 1-1(v)  FC Dacia Chişinău (1-1[8] y 0-0[9])

Segunda ronda previa
- Maccabi Tel Aviv FC 3-2 Fudbalski Klub Mogren (2-0[10] y 1-2[11])
- FK Baku 2-4 Fudbalski Klub Budućnost Podgorica (0-3[12] y 2-1[13])

Tercera ronda previa
- Fudbalski Klub Budućnost Podgorica 1-3  Brøndby IF (1-2[14] y 0-1[15])

## Play-offs
El antepenúltimo clasificado se mide al tercer clasificado de Segunda y el penúltimo clasificado se mide al segundo clasificado de Segunda, los dos equipos que ganen los play offs jugarán en la Primera División de Montenegro 2011/12 y los que los pierdan jugarán en la Segunda División de Montenegro 2011/12.

### FK Jedinstvo Bijelo Polje - FK Sutjeska Nikšić
| 1 de junio de 2011, 17:30 (CEST) | FK Jedinstvo | 0:0 | FK Sutjeska Nikšić | Estadio Grandski de Bijelo Polje, Bijelo Polje |  |

| 5 de junio de 2011, 17:30 (CEST) | FK Sutjeska Nikšić | 1:0 | FK Jedinstvo | Estadio Gradski de Nikšić, Nikšić |  |

| Se mantiene por tanto en Primera División FK Sutjeska Nikšić |

### FK Mornar - Fudbalski Klub Berane
| 1 de junio de 2011, 17:30 (CEST) | FK Mornar | 1:1 | Fudbalski Klub Berane | Estadio Topolica, Bar |  |

| 5 de junio de 2011, 17:30 (CEST) | Fudbalski Klub Berane | 0:0 | FK Mornar | Gradski Stadion, Berane |  |

| Asciende a Primera División Fudbalski Klub Berane |

## Goleadores
| Jugador            | Equipo                        | Goles |
| ------------------ | ----------------------------- | ----- |
| Ivan Vuković       | Fudbalski Klub Budućnost      | 20    |
| Žarko Korać        | Fudbalski Klub Zeta           | 19    |
| Božo Marković      | Fudbalski Klub Sutjeska       | 16    |
| Ivica Jovanović    | Fudbalski Klub Rudar Pljevlja | 13    |
| Vladimir Gluščević | Fudbalski Klub Mogren         | 11    |
| Ivan Jablan        | Fudbalski Klub Lovćen         | 11    |
| Igor Matić         | Fudbalski Klub Mogren         | 9     |
| Dragan Bošković    | Fudbalski Klub Budućnost      | 8     |
| Milan Đurišić      | Fudbalski Klub Mladost        | 8     |
| Marko Ćetković     | Fudbalski Klub Mogren         | 8     |

## Resultados
- Liga de Campeones: Fudbalski Klub Mogren
- UEFA Europa League: Fudbalski Klub Budućnost Fudbalski Klub Rudar Pljevlja y Fudbalski Klub Zeta

| Pos | Equipos ascendidos a Primera División |
| --- | ------------------------------------- |
| 1º  | FK Mladost Podgorica                  |
| 2º  | OFK Bar                               |

| Pos | Equipos descendidos de Primera División |
| --- | --------------------------------------- |
| 11º | FK Berane                               |
| 12º | FK Kom                                  |